# Столкновение над Оклендом
Столкновение над Оклендом (англ. 1993 Auckland mid-air collision) — авиакатастрофа, произошедшая 26 ноября 1993 года в небе над Оклендом, Новая Зеландия. Вертолёт Aérospatiale AS 355F-1 (Police Eagle) и самолёт Piper PA-28-181 Archer II, эксплуатируемые Airwork по контракту с полицией Новой Зеландии, столкнулись в воздухе и упали в центре Окленда. Столкновение привело к гибели всех четырёх пассажиров — гражданских пилотов Airwork и вертолёта, и самолёта и двух офицеров полиции Новой Зеландии на вертолёте. Столкновение произошло днём при отличной видимости в неконтролируемом воздушном пространстве (класс G), оба летательных аппарата следовали по правилам визуального полёта.
Комиссия по расследованию транспортных происшествий установила, что авиакатастрофа произошла из-за того, что ни один из пилотов не видел другого.

## Столкновение

Карта траекторий полёта над центром Окленда, красный — борт ZK-HIT, синий — борт ZK-ENX

Столкновение произошло в 17:34:48 недалеко от пересечения Куин-стрит и Карангахапе-роуд на высоте около 1400 футов (около 425 м). Левое крыло Piper PA-28-181 Archer II отделилось, самолёт круто спикировал и врезался в эстакаду на развязке Центральных автомагистралей между Северной и Южной автомагистралями. Крыло упало на крышу церкви. Вертолёт лишился несущего винта и трансмиссии, задней хвостовой балки, вертикального стабилизатора и заднего несущего винта. Он упал на Графтон-роуд на съезде с Северо-Западной автомагистрали под мостом на Саймондс-стрит, на месте падения вспыхнул сильный пожар — в баках вертолёта было около 700 литров керосина. Несущий винт и хвостовая часть упали на кладбище у Карангахапе-роуд.
Не сильные ожоги лица получил водитель автомобиля, который оказался в месте падения вертолёта, он был доставлен в городскую больницу Окленда. Авария создала значительные пробки на дорогах, что затруднило работу экстренных служб, которые прибыли на место происшествия. Свидетель на горе Иден, в 1,3 морских милях к югу от места происшествия, заснял аварию на видео (после столкновения).
Комиссия по расследованию транспортных происшествий была уведомлена об аварии в 18:20 и назначила ответственным следователем Дж. Дж. Годдарда. Вечером того же дня он начал полевое расследование. Перед осмотром обломки были перемещены на место хранения, так как они создавали серьёзные препятствия для движения по основным дорогам общего пользования. Осмотр обломков показал, что внешние 50 см (20 дюймов) левого крыла были отрезаны от Piper PA-28-181 Archer II, и были обнаружены соответствующие повреждения на одной лопасти несущего винта вертолёта, включая краску, похожую на грунтовку самолёта.

## Расследование
Федеральное авиационное управление США провело для Комиссии обзор поля зрения кабины. Относительное угловое положение было нанесено на диаграмму каждого летательного аппарата за 28 секунд до столкновения. Это показало, что вертолёт должен был быть виден пилоту Archer, появляясь примерно на десять секунд в нижнем центральном лобовом стекле, прежде чем его закрыл нос двигателя примерно за 18 секунд до аварии. Диаграмма также показала, что низкое положение солнца могло повлиять на способность пилота видеть вертолёт. Для пилота Aérospatiale AS 355F-1 самолёт был бы виден всего несколько секунд в левом верхнем углу лобового стекла. У двух наблюдателей в вертолёте, сидящих слева спереди и сзади, не было никаких препятствий, мешающих им видеть приближающегося Piper PA-28-181 Archer II.
Комиссия обнаружила, что в Руководстве по эксплуатации Airwork конкретно рассматривается предотвращение столкновений между этими двумя летательными аппаратами:
- Высоты, на которых будет осуществляться патрулирование: 1500 футов или ниже в зависимости от:
  - погодные условия
  - требуется УВД
  - в соответствии с правилом 38 Правил гражданской авиации

- Полицейский вертолёт также работает в тех же районах, и пилоты согласились выполнять свои операции на высоте 1000 футов, где это возможно.
- Ни при каких обстоятельствах вертолёт дорожной патрульной службы не должен находиться в непосредственной близости от вертолёта Eagle, пока вертолёт занимается устранением инцидента. Хорошее наблюдение является обязательным и должно поддерживаться в любое время.

Обсуждения с другими пилотами и экипажем полиции показали, что они знакомы с нормальной рабочей высотой 1500 футов для самолёта и 1000 футов для Police Eagle.
Комиссия установила, что авария произошла из-за того, что ни один из пилотов не видел другого. Способствующими факторами стали невыравнивание вертолёта на согласованной высоте, неустановление вертолётом взаимного положения по радио, а также несвоевременное обнаружение движения экипажем вертолёта. В качестве причинного фактора также указано на присущие методу «увидеть и избежать» ограничения. Комиссия рекомендовала директору гражданской авиации ввести единую рекомендательную радиочастоту для самолётов в неконтролируемом воздушном пространстве между контрольными зонами Окленда и Фенуапай, что и было сделано.